# Kosmo!
Kosmo! – malezyjski dziennik ukazujący się w języku malajskim. Został założony w 2004 roku.
Pierwotnie jego właścicielem była grupa Utusan Melayu. Obecnie gazeta jest wydawana przez przedsiębiorstwo Media Mulia.
Dziennik na swoje niedzielne wydanie – „Kosmo! Ahad”.